# Кравченко, Юрий Борисович
Ю́рий Бори́сович Кра́вченко (26 декабря 1932 — 21 января 2004) — советский хоккеист, нападающий.

## Биография
Воспитанник школы «Метрострой» Москва.
Выступал за команды МАИ Москва (1951/52 — 1954/55), «Спартак» Москва (1955/56 — 1959/60 — класс «А»), «Химик» Щёлково (1960/61), «Локомотив» Москва (1961/62).
Победитель хоккейного турнира I зимней Спартакиады народов СССР 1962.
Работал тренером в ДЮСШ «Динамо» Москва.